# Socijalistička Republika Bosna i Hercegovina
Socijalistička Republika Bosna i Hercegovina (SR BiH) je bila jedna od šest republika u sastavu Socijalističke Federativne Republike Jugoslavije. Postojala je od 25. studenoga 1943. godine do 1. ožujka 1992. godine. Prvi nadnevak se danas slavi u Federaciji Bosne i Hercegovine kao Dan državnosti, a drugi kao Dan neovisnosti Bosne i Hercegovine.
U tom razdoblju je promijenila nekoliko naziva, najprije je u travnju 1945. godine nazvana Federalna Država Bosna i Hercegovina, donošenjem prvog Ustava 1946. nazvana je Narodna Republika Bosna i Hercegovina, a u "Socijalističku Republiku" preimenovana je kad i ostale jugoslavenske republike, Ustavom iz 1963. godine.
Spadala je među srednje razvijene jugoslavenske republike. Po privrednom razvoju iza nje su bile SR Crna Gora i SR Makedonija. Bila je treća po veličini, poslije SR Srbije i SR Hrvatske. Glavni grad je bio Sarajevo.
Neovisnost je stekla u travnja 1992. godine, kada joj je naziv promijenjen u Republika Bosna i Hercegovina. Po proglašenju neovisnosti, u njoj je izbio rat, koji je trajao do 1995. godine, kada je potpisivanjem Daytonskog sporazuma ukinut naziv Republika i potpisano novo unutrašnje uređenje već postojeće i priznate Države Bosne i Hercegovine. Unutrašnje uređenje podrazumjeva dva Entiteta, Distrikt Brčko i tri konstitutivna naroda, Bošnjaci, Srbi i Hrvati. 
Najbrojniji narodi u SR BiH bili su: Muslimani (službeno šesta jugoslavenska nacija, od 1971. godine, danas koriste naziv Bošnjaci), Srbi i Hrvati. Od autohtonih nacionalnih zajednica najbrojniji su bili Ukrajinci, ali nisu imali status službene narodnosti.

## Karakteristike razdoblja
Nastala je tijekom Drugoga svjetskog rata u sklopu revolucionarnog programa Komunističke partije Jugoslavije (KPJ) čiji je centralni komitet odredio osnove unutarnjeg uređenja obnovljene jugoslavenske države.
Od 1945. do 1991. godine, Bosna i Hercegovina je bila u sastavu Socijalističke Federativne Republike Jugoslavije Osnovne značajke toga period su: apsolutna vlast komunističke partije, a pogotovo predsjednika Tita i njemu podčinjenog užega kruga, mnoštvo društvenih, političkih i gospodarstvenih reformi, kojima se željelo učiniti zemlju funkcionalnom, a narode zadovoljnim ne dirajući u temelje komunističke dogme. 
Nakon laviranja poslije prekida sa SSSR-om, Jugoslavija postaje "odobrena zemlja" od oba suprotstavljena bloka kao poželjna buffer zona. Također, dolazi do neviđenog angažmana zemlje u međunarodnoj politici, poglavito preko Pokreta nesvrstanih. Razvoj od tvrdog centralizma do sve veće federalizacije i konfederalizacije države, da bi se ublažile međunacionalne napetosti i zemlja očuvala u kakvom-takvom obliku. Kulminacija takvih pokušaja je Ustav iz 1974. godine. Relativno otvaranje prema zapadu, preko razvitka turizma i odlaska radnika na rad u zemlje zapadne Europe, no istodobno praćeno likvidacijama političkih neistomišljenika u inozemstvu i konstantnom represijom i ideološko-političkom indoktrinacijom u zemlji. 
Nakon smrti Tita, apsolutnog vođe, na vlast dolazi Predsjedništvo, u kojemu, da bi se izbjegla mogućnost nacionalne majorizacije, dolazi do smjene na čelu svake godine. Pod opterećenjem velikih financijskih zaduženja, zastarjelosti gospodarskog i političkoga ustroja, te radikalizacijom međunacionalnih odnosa izazvanih velikosrpskim pokretom, Socijalistička Jugoslavija se 1991. raspala.

### Socijalistička BiH
Budući da je Bosna i Hercegovina bila središnja jugoslavenska republika, da je strateški vrlo povoljno smještena, da je Srbima bila itekako vazna kao spoj sa Srbima u Hrvatskoj i da je, napokon, budući bogata rudama (ugljen, željezo, šume, rijeke), bila predodređena za vojnu i tešku industriju, za odsutnu obranu u slučaju napada izvana, ali i kao "talionica naroda" i kultura, kao prototip buduće, socijalističke Jugoslavije, doslovce "Jugoslavija u malom".
U tom je razdoblju, Bosna i Hercegovina bila trostupanjski piramidalno ustrojena: privilegirana klasa, s neprijepornom dominacijom od policije do naobrazbe i gospodarstva su bili Srbi, što zahvaljujući svojoj relativnoj brojnosti, "zasluzi" stradanja u NDH (još pojačanom manipulacijom statistikama), premoći u komunističkom aparatu, kao i ulozi produžene ruke beogradskog centralizma svojih sunarodnjaka. Četnici su potkraj rata prešli pretežito u partizane i tako se spasili. Iz BiH su brojni Srbi političkim odlukama preseljeni u Vojvodinu, a naseljavani su Srbi i Crnogorci kao učitelji, profesori, policajci, političari i voditelji vojne industrije u koju se Hrvati nisu rado primali kao nepodobni. Srbi u Bosni i Hercegovini su sustavno nametali svoj jezik i ćirilicu, a potiskivali hrvatski jezik kao i pismo latinicu. I u vojnim garnizonima su časnici bili naseljeni Srbi i Crnogorci i tako se pomalo mijenjala nacionalna struktura pučanstva. 
Na drugom mjestu su dolazili bosanskohercegovački Muslimani, koje je vlast podupirala kao nositelje državnih struja u BiH i protutezu srpskim i hrvatskim nacionalnim ideologijama koje su uključivale BiH kao dijelove svojih nacionalnih država, te kao visokonatalitetna skupina koja je, odričući se mnogih orijentalno-islamskih zasada, ipak dobro došla kao most prema islamskim zemljama u Pokretu nesvrstanih. Kako bi se to postiglo, moralo se s Bosnom i Hercegovinom upravljati iz Beograda, izravno iz Centralnog komiteta KPJ s Titom na čelu. Muslimanima nije dano pravo naroda pa su mnogi kao i brojni Hrvati likvidirani, zatvarani, proganjani ili zbog toga što su služili NDH, ili zbog toga što su nešto posjedovali, ili bili politički nepodobni. Poslije, uz zahvalnost komunističkoj Jugoslaviji koja im je priznala status nacije, te uspješnu indoktrinaciju kojom su "uspjeli" zaboraviti svoje masovno sudjelovanje u oružanim snagama NDH i visok natalitet, bosanskohercegovački Muslimani su postali faktor broj 2. u Bosni i Hercegovini i jedni od najžešćih pristaša jugoslavenske države. 
Hrvati, kao najmalobrojniji i najsumnjiviji element, nosili su stigmu "reakcionarnog" katoličkog naroda, optuživani za genocide i brutalnosti NDH (od kojih su Muslimani dobrohotno ekskulpirani, a Srbi su, kao glavni komunistički krvnici još uživali privilegije zločina), podnijeli su sudbinu građana drugoga reda. Većina onih koji su bili u vojsci Nezavisne Države Hrvatske bila je pobijena, a preživjelima je u praksi dano do znanja kako su narod drugog reda. Osobito se nova vlast žestoko okomila na intelektualce, poglavito Hrvate, na bivše članove Hrvatske seljačke stranke, te na svećenstvo, poglavito rimokatoličko. Tako su tijekom rata i neposredno po njegovu završetku, četnici i partizani likvidirali u Bosni i Hercegovini bez suđenja 221 svećenika i redovnika, a samo u Hercegovačkoj provinciji ubili su 66 franjevaca. Stalno sumnjičeni i policijski proganjani, njihova etnička područja svjesno gospodarski zanemarivana, prisiljavani na emigraciju (od ekonomskih emigranata iz BiH, Hrvati, koji su činili oko 1/5 stanovništva, davali su preko 2/3 emigranata), uz potiskivanje hrvatskog jezika i nametanje srpskog, od školstva do medija, Hrvati su bili posebno podvrgnuti totalitarnom policijskom režimu, sve s ciljem depopulacije i eliminiranja hrvatskog naroda kao "kanceroznog" elementa koji priječi ostvarenje stvarnog socijalističkog društva u Bosni i Hercegovini.  Za vrijeme druge Jugoslavije, po popisima 1953. – 1991. Hrvati su od 23,00 % pučanstva Bosne i Hercegovine pali na 17,30 % (iako se njihov sveukupan broj povećao)
Dakle, provodila se sustavno »jugoslavizacija«, a zapravo srbizacija Bosne i Hercegovine, ali su se javljali i unutarnji otpori, poglavito u krajevima gdje su bili brojniji Hrvati i muslimani. Hrvati su postali nacionalno svjesniji i okretali se sve više prema svojoj matičnoj republici, Hrvatskoj. Muslimani su iškolovali svoju inteligenciju, koja je nastojala izaći iz zrvnja srpsko-hrvatskih protimbi i dobila status ravnopravnog naroda. U takvim je prilikama Bosna i Hercegovina dočekala raspad Jugoslavije.

## Narodnooslobodilački rat
Unutarnje sukobe u Bosni i Hercegovini, iskoristila je Komunistička partija Jugoslavije, koja je 22. lipnja 1941. godine, kad je Njemačka napala Sovjetski Savez, pozvala svoje članove na ustanak. Poslije teških poraza u Srbiji u jesen 1941. godine, premješta se Glavni štab partizanskih snaga s Titom na čelu na područje Bosne i Hercegovine i tu ostaje sve do 1944. godine. Partizanski pokret podržava većina Srba, koji su bili ugroženi, a nisu bili u četničkim redovima, zatim Hrvati (i muslimani) antifašisti, Židovi i drugi. U Bosni i Hercegovini se stvaraju partizanska oslobođena područja, a potkraj 1942. godine, tu nastaje i tzv. Bihaćka Republika, gdje se održava i I. zasjedanje Antifašističkog vijeća narodnog oslobođenja Jugoslavije (AVNOJ), tj. prvog partizanskog parlamenta.
Potkraj 1943. godine, u susjednom Jajcu održano je i II. zasjedanje AVNOJ-a, koje najavljuje novu Jugoslaviju i stvara njenu prvu vladu. Tako Bosna i Hercegovina postaje ne samo središte partizanskog pokreta, nego i područje najžešćeg građanskog rata i žarište buduće Jugoslavije. Od 7 protupartizanskih ofenziva, koje su vodili Nijemci, Talijani, postrojbe Nezavisne Države Hrvatske i drugi, šest je bilo na području Bosne i Hercegovine, a najglasovitije su bile: bitka na Neretvi, početkom 1943., bitka na Sutjesci, u kasno proljeće 1943. i desant na Drvar, u svibnju 1944. godine.
Usporedno s novim organima vlasti za čitavu Jugoslaviju, nastajali su tijekom borbe koju su partizani nazivali Narodnooslobodilački rat i začetci Bosne i Hercegovine, kao jedne od federativnih jedinica u okviru druge Jugoslavije. Već u Bihaću potkraj 1942. godine, zaključeno je da se ustrojavaju organi vlasti budućih republika, ali je to odgođeno zbog presudnih bitaka na Neretvi i Sutjesci. Uoči II. zasjedanja AVNOJ-a u Jajcu potkraj 1943. godine, održano je I. zasjedanje Zemaljskog antifašističkog vijeća narodnog oslobođenja Bosne i Hercegovine (ZAVNOBiH) u susjednom Mrkonjić Gradu. Bio je to prvi začetak bosanskohercegovačkog parlamenta, koji je na dva iduća zasjedanja donio odluke o Bosni i Hercegovini, kao posebnoj republici u toj, drugoj Jugoslaviji.

## Nastanak Federalne BiH
Potkraj II. svjetskog rata, od 1944. do 1945. godine, kad se raspravljalo u partijskom vodstvu o federalnom ustrojstvu druge Jugoslavije, pokušali su srpski komunisti dobiti u sastav Srbije osim Vojvodine i Bosnu i Hercegovinu po načelu relativne većine stanovništva (oko 44 posto). Na hrvatskoj strani se na temelju povijesnih prava razmišljalo da bi, ako je već Vojvodina ušla u sastav Srbije, Bosna i Hercegovina treba biti u sastavu Hrvatske. Bilo je i prijedloga podjele kao u doba Banovine Hrvatske 1939. godine na hrvatski i srpski dio, ali se tome protivila muslimanska većina, koja je predlagala kompromisno rješenje o Bosni i Hercegovini, kao autonomnoj jedinici, a to znači posebnoj republici. Tome se mišljenju pridružio i Josip Broz Tito i tako je Bosna i Hercegovina, na temelju svojih povijesnih i etničkokulturoloških posebnosti postala posebna republika. 
Bila je to jedina republika u drugoj Jugoslaviji, koja nije imala svoj matični narod, nego dva konstitutivna naroda: Srbe i Hrvate. Muslimani su se mogli po popisu pučanstva 1948. upisati kao Srbi ili Hrvati, a 1953. i kao Jugoslaveni-neopredijeljeni. Dakle, muslimanima koji su bili pripadnici islamske vjeroispovijesti, nije se još tada davao status nacije, nego se, zbog njihova slavenskog podrijetla i jezika, smatralo kako vjersko obilježje nije bitno te se forsiralo njihovo srpstvo, manje hrvatstvo, a najčešće kompromisno jugoslavenstvo.

### Promjena granica
Ustrojavanjem Bosne i Hercegovine kao posebne republike i uvođenjem federalizma, Komunistička partija Jugoslavije je smatrala kako je nacionalno pitanje riješeno. Podjelu Jugoslavije na republike i određivanje njihovih granica smatrali su vladajući komunisti samo privremenim i formalnim pitanjem. Pri određivanju granica Bosne i Hercegovine, partijsko se vodstvo držalo povijesnog, a ne etničkog načela. Kad je Hrvatskoj oduzeto područje Srijema sa Zemunom kao i Boke kotorske, tada se uzimalo u obzir etničko načelo, a kad je bila u pitanju Bosna i Hercegovina, onda povijesno. 
Tako se i moglo dogoditi da su općine u zapadnoj Hercegovini, koje su imale gotovo stopostotni broj Hrvata ostale u Bosni i Hercegovini, da je Neum također pripao toj republici. Međutim, istovrsni problem kao i Neum, tj. Sutorina u Bokokotorskom zaljevu, dodijeljen je 1947. godine, Narodnoj Republici Crnoj Gori. Dogovorom Đure Pucara i Avde Hume u ime BiH te Bože Jovanovića u ime Crne Gore, uz dopuštenje Tita i Bakarića, drugi izlaz Bosne i Hercegovine na more, u dužini 7 km, pripojen je Crnoj Gori zajedno sa selima Igalo, Sutorina, Sušćepan, Prijevor, Ratiševina i Kruševice. Ukupna površina tog područja iznosi 75 kvadratnih kilometara. 
Bosna i Hercegovina je dobila izlaz na more tamo gdje je bio njen prirodni i povijesni izlaz prema, ali je naknadno izdvojeno područje Herceg Novog, koga je gradio kralj Tvrtko I., i zamjenjeno za područje zapadnih padina Magliča sa prašumom Periućicom i visoravni Vučevom kako bi bili uključeni u cjelinu Memorijalnog i Nacionalnog Parka "Sutjeska". Isto tako je sedam hrvatskih sela u zaleđu Bihaća, koje je Hrvatska dobila mirom u Svištovu 1791. godine, oduzeto Hrvatskoj i dodijeljeno Bosni i Hercegovini, poslije 1945. godine.

## Narodna Republika BiH
Godine 1946. donesen je Ustav Federativne Narodne Republike Jugoslavije, po kojem se Jugoslavija sastoji od 6 republika: Slovenije, Hrvatske, Bosne i Hercegovine, Srbije, Crne Gore i Makedonije. Unutar Srbije, su se nalazile dvije autonomne pokrajine, Vojvodina i Kosovo.
U lipnju 1948. godine Komunistička partija Jugoslavije izbačena je iz Kominforma, komunističke organizacije kojom je dominirao SSSR, a većina članica su bile partije novoosvojenih zemalja istočne i srednje Europe. Tito se okreće prema Zapadu, tražeći financijsku i drugu pomoć, no Jugoslavija ostaje komunistička totalitarna zemlja. Radničko samoupravljanje u gospodarskom sustavu uvedeno je 1950. godine.
U Bosni i Hercegovini, poslije II. svjetskog rata izbila i prva prava buna protiv novog socijalističkog uređenja. Godine 1950. pobunili su se muslimani, ali i Srbi i Hrvati na granici zapadne Bosne i Hrvatske. Tu Cazinsku bunu (ili Kordunašku, kako su je zvali u Hrvatskoj) ugušila je u krvi policija i vojska, a godinama je ta buna držana državnom tajnom.
Godine 1960. gospodarske reforme u Jugoslaviji, s ciljem decentralizacije i de-etatizacije dale su određene rezultate, no zaustavljene su zbog same naravi komunističkoga sustava, da su bile provedene do logičkog kraja, to bio značio svršetak jednopartijskog totalitarizma i Jugoslavije koja je počivala na njemu.
Budući da je 1966. godine smijenjeno prosrpsko vodstvo u okviru Saveza komunista s Aleksandrom Rankovićem na čelu, počela su i u Bosni i Hercegovini slobodnija politička razmisljanja. Tomu su pridonijeli slični procesi u Hrvatskoj i drugim republikama.
Hrvatski nacionalni pokret, potaknut partijskim rukovodstvom hrvatskih komunista, izbija 1971. godine zbog dugogodišnje "puzeće" srbizacije. Dominacija beogradskih i srpskih medija, export-import poduzeća, odljev kapitala iz Hrvatske u istočne krajeve Jugoslavije, te "odljev" Hrvata na često teški i nisko-kvalificirani rad na Zapad, sve je to stvorilo kritičnu masu neraspoloženja prema Jugoslaviji kao maski za Srboslaviju. Pod pritiskom Tita i unitarističkih krugova, hrvatsko komunističko vodstvo je kapituliralo. Uslijedile su represije, oko 70.000 "nacionalno svjesnih" hrvatskih komunista je izbačeno iz Partije, 2000 je osuđeno na razne zatvorske kazne, a nekoliko tisuća Hrvata je emigriralo.
Prvi korak u popuštanju, bila je odluka Titovog vodstva da se 1971. i islamskom pučanstvu, koje se dotad opredjeljivalo kao srpsko, hrvatsko, jugoslavensko ili neutralno, dopusti status nacije. Otada se muslimani pišu kao Muslimani, tj. velikim početnim slovom. Zbog toga se u popisu pučanstva iz 1971. naglo smanjio broj Srba, Hrvata i Jugoslavena u korist Muslimana. Tako je, primjerice, broj Srba s 42,9 % iz 1961. godine pao na 37,2 %, a broj Muslimana u istom razdoblju povećao se s 25,7 % na 39,6 %. Tada su prvi put Muslimani postali relativno najbrojniji narod u Bosni i Hercegovini i ujedno priznati za jedan od konstitutivnih naroda u tadašnjoj Jugoslaviji.
Hrvatski nacionalni gerilci, njih 19 treniranih u Australiji, organiziraju desant, 20. lipnja 1972. godine, u blizini srednjobosanskog grada Bugojna, s ciljem podizanja ustanka protiv velikosrpske tiranije. Većina je poginula u sukobu s premoćnim jugoslavenskim vojnim i policijskim snagama, koje su u panici angažirale blizu 30.000 ljudi.
U želji da djelomice zadovolji nacionalne težnje pojedinih naroda i republika za punijim federalnim odnosima unutar Jugoslavije, Savez komunista je morao popustiti i dopustiti da Savezna skupština u Beogradu donese 1974. godine, novi Ustav, prema kojem su svim republikama pa i Bosne i Hercegovine, priznata prava saveznih država, a to znači i pravo na odcjepljenje. Ustav je preko konfederalnih elemenata pokušao očuvati zemlju od narastajućih tenzija i raspada. Tito je proglašen doživotnim predsjednikom, a nakon toga je predviđeno kolektivno predsjedništvo s rotacijom članova iz pojedinih republika, koje su postale "socijalističke".
Bio je to presudan čin na temelju kojega je međunarodno povjerenstvo pravnika europskih zemalja, tzv. Badinterova komisija, na početku 1992. godine, riješila unutarnju krizu Jugoslavije tako da je dopustila odvajanje Slovenije, Hrvatske, Bosne i Hercegovine i drugih republika od Jugoslavije i njihovo priznanje kao samostalnih država.

## Socijalistička Republika
Od sredine 1970-ih godina, Bosna i Hercegovina sve više napreduje gospodarski, kulturno, politički i športski. Sarajevo postaje velegradom, a u njemu, Tuzli, Zenici, Mostaru, Banjoj Luci, Velikoj Kladuši podižu se tvornice, kombinati, pravi koncerni, koji nalaze svoje mjesto na svjetskom tržistu (Energoinvest, Energopetrol, Agrokomerc, Željezara Zenica, Soko i dr.). Do toga napretka došlo je i smjenom starog partizanskog vodstva i dovođenjem novih kadrova na čelu političkih i gospodarskih institucija (Branko Mikulić i dr).
Dana 4. svibnja 1980. godine, u Ljubljani, umire Josip Broz Tito, neprikosnoveni vođa SFRJ. Unutar Saveza komunista, poslije Titove smrti 1980. godine, dolazi do raslojavanja na centralističke i federalističke snage. To se zbiva i unutar Saveza komunista Bosne i Hercegovine, gdje jača velikosrpsko opredijeljenje među Srbima, a Muslimani teže ka federalizmu, autonomizmu i reformizmu. Tijekom 1983. godine, traje suđenje Aliji Izetbegoviću i dvanaestorici Muslimana u Sarajevu zbog promicanja ideja panislamizma i vjerskog fundamentalizma.
Vrhunac međunarodne športsko-političke afirmacije Bosne i Hercegovine, bila je Zimska olimpijada 1984. u Sarajevu. U tome je, doista, sudjelovala čitava Jugoslavija, a posebice Hrvatska. Tom je prigodom izgrađeno i modernizirano mnogo toga, baš u Sarajevu i okolici, što je podiglo samosvijest vodećih struktura Bosne i Hercegovine, poglavito Muslimana. 
Srpska akademija nauka i umjetnosti izdala svoj velikosrpski projekt, tzv. Memorandum 1986. godine. Meteorski uspon na vlast srpskog šefa komunističke partije Slobodana Miloševića događa se tijekom 1987. godine. On uskoro postaje glavnim organizatorom velikosrpskog pokreta, koji želi ostvariti otvorenu dominaciju Srba u Jugoslaviji kao policijskoj državi ekstremnoga oblika ili preko prekrajanja granica, srušiti Jugoslaviju u bilo kojem obliku i na razvalinama uspostaviti Veliku Srbiju.
Metode su bile različite: od masovnih nasilnih mitinga, policijske represije, prijetnji JNA, koja se sa 77 % srpskog oficirskog kadra počela transformirati u otvoreni instrument Miloševićeve politike, do krađe federalnih financijskih rezervi i nepoštedni medijski rat, prije svega protiv Albanaca i Hrvata, koji je imao za cilj homogenizirati i iskoristiti histerizirane srpske mase u Jugoslaviji za velikosrpski vojni pohod.
Budući da je muslimanska struja uz pomoć Hrvata prevladala (Nijaz Duraković), Srbi nastoje iznutra oslabiti republičke institucije Bosne i Hercegovine i preuzeti sve ovlasti nad vojskom i teritorijalnom obranom. Počela je politička kampanja protiv muslimanskog vodstva s braćom Pozdercima na čelu i tzv. afera Agrokomerc iz 1987. godine, u kojoj je smijenjeno vodstvo tog prehrambenog kombinata u Velikoj Kladuši, koga je vodio Fikret Abdić.

## Put osamostaljenju
Godine 1989. pada Berlinski zid, a s njime i komunizam u zemljama istočne, srednje i jugoistočne Europe. Na proslavi 600. obljetnice bitke na Kosovu, Slobodan Milošević je najavio izravno ostvarenje velikosrpskog programa, povezali su se opet hrvatski i muslimanski političari u Bosni i Hercegovini pred zajedničom opasnošću. U siječnju 1990. godine raspada se Savez komunista Jugoslavije, nakon što su slovenski i hrvatski komunisti demonstrativno napustili Kongres Saveza komunista Jugoslavije ne želeći se podvrgnuti Miloševićevoj politici centralizacije i srbizacije Komunističke partije Jugoslavije.
U svibnju 1990. godine na prvim višestranačkim izborima nakon pola stoljeća, komunisti su poraženi u Hrvatskoj i Sloveniji. U Hrvatskoj s 42 % dobivenih glasova, HDZ je osvojio 205 (58 %) zastupničkih mjesta. Poslije najbolje je prošao SKH-SDP s 26 % osvojenih glasova i 107 mandata (30 %). Sljedeća je bila koalicija narodnog sporazuma KNS s 15 % glasova i 21 mandatom (5,9 %). Jedina još stranka što osvaja nekoliko mandata je bila Srpska demokratska stranka, koja s 1,6 % glasova osvaja 5 mandata (1,4 %). 

### Izbori i referendum
Na prvim slobodnim demokratskim izborima u Bosni i Hercegovini, u studenom 1990. godine pobijedila je koalicija tri najveće nacionalne stranke u zemlji sastavljena od Stranke demokratske akcije (SDA), Srpske demokratske stranke (SDS) i Hrvatske demokratske zajednice Bosne i Hercegovine (HDZ BiH). Nacionalne stranke su, bez obzira na povremena prepucavanja i uzajamne optužbe oko metoda agitacije (npr. nerijetko vezanje zelene zastave SDA i hrvatskog šahiranog grba) i bojazan da se ne napravi politički savez Bošnjaka i Hrvata protiv Srba, ipak su uspostavile prešutni savez. 
Iako su se programski i politički međusobno razlikovale, osnovni razlog koji ih je povezivao i stvarao idilu harmonije i tolerancije bio je antikomunizam, odnosno zajednička želja da dotadašnjoj socijalističkoj vlasti u zemlji dođe kraj. Stranke su podijelile vlast po nacionalnom ključu, tako da je za predsjednika SR Bosne i Bosne i Hercegovine izabran Bošnjak, prvobitno Fikret Abdić, koji je mjesto ustupio Aliji Izetbegoviću. Za predsjednika Skupštine izabran je Srbin Momčilo Krajišnik, a za predsjednika Vlade Hrvat Jure Pelivan. Sporazum o podjeli vlasti funkcionirao je za vrijeme izborne utrke, u pobjedi na izborima, te u podjeli funkcija, čime je ustvari i okončan.
U složenim uvjetima raspada Jugoslavije tijekom 1991. godine, Hrvati i Bošnjaci uspješno su surađivali nastojeći ojačati samostalnost SR Bosne i Hercegovine, čemu su se protivili Srbi, koji su po beogradskim velikosrpskim planovima djelovali u smjeru razbijanja Bosne i Hercegovine i stvaranja nacionalne srpske države na tlu bivše Bosne i Hercegovine, s konačnim ciljem priključivanja svesrpskoj državi. 
Odmah nakon izbora Srbi osnivaju po općinama nelegalna "nacionalna vijeća", koja u proljeće 1991. prerastaju u "zajednice općina", a ove pak od rujna do studenoga u četiri srpskih autonomnih oblasti: Bosansku krajinu, Sjevernu Bosnu, Semberiju, Romaniju i (Istočnu) Hercegovinu. U njima Srbi uspostavljaju paradržavnu upravu, pripravljaju oružanu pobunu, u čemu im osobito pogoduje koncentracija JNA u Bosni i Hercegovini nakon povlačenja iz Slovenije i Hrvatske te sudjeluju u velikosrpskoj agresiji na Hrvatsku. 
Memorandum o suverenitetu Bosne i Hercegovine, tjesno izglasan 12. listopada 1991., Srbi iskorištavaju za napuštanje i bojkot Skupštine SRBiH, a 9. siječnja 1992. jednostrano proglašavaju Srpsku Republiku Bosnu i Hercegovinu. U prosincu 1991. godine, SR BiH je podnijela zahtjev za međunarodnim priznanjem. 25. siječnja 1992. godine, sat vremena nakon što je odgođena sjednica, Skupštine SRBiH na poticaj Europske zajednice poziva na referendum o neovisnosti. U konačnici, usuglašeno djelovanje SDA i HDZ-a okrunjeno je početkom travnja 1992. međunarodnim priznanjem Bosne i Hercegovine, kada otpočinje rat.
Prvi znak oružane agresije bio je kad je tenkovska kolona JNA išla kroz zapadnu Hercegovinu na Hrvatsku, Hrvati su zaustavili tu tenkovsku kolonu u Pologu 7. svibnja 1991., a srpski specijalci desantom potom zauzeli položaje kod Pologa. 10. svibnja 1991.  milicija tzv. SAO Krajine napala je hrvatsko selo Uništa na zapadu BiH, na Dinari. Srpsko-muslimanski Sporazum Karadžić-Filipović uz odobrenje Alije Izetbegovića u srpnju 1991. i dogovor MBO i SDS o zajedničkoj platformi za foriranje saveznog poretka u Jugoslaviji kolovoza 1991.,  nije ulijevao povjerenje, jer nacrt je pozivao Muslimane i Srbe da se udruže da "očuvaju Jugoslaviju kao jedinstvenu državu". Sljedeći veliki znak bio je napad JNA na većinska hrvatska sela oko Ravnog u istočnoj Hercegovini, od 1. do 6. listopada 1991. godine. Nakon uništenja Ravnog, zbog političke neorganiziranosti bosanskohercegovačkih političara, kao i vojne nespremnosti i neorganiziranosti, dolazilo je do nekorektnih izjava pojedinih političara, koje su unosile razdor i nesporazume u političkom vrhu ("To nije naš rat!" – Alija Izetbegović). Propagadnim djelovanjem JNA, mogle su se čuti izjave pojedinih novinara da Ravno uopće nije u BiH. Ravno je uništeno u ratnim operacijama JNA i crnogorskih rezervista radi osvajanja Dubrovnika. Na primjeru Ravnog, pokazala se nemogućnost republičkog rukovodstva da spriječi uporaba područja BiH od strane JNA kao poligona za napad na Hrvatsku.
Kao odgovor na srpske autonomne oblasti, ne dovodeći u pitanje svoju podršku državnoj neovisnosti i teritorijalnoj cjelovitosti, HDZ BiH, kao vrhovna politička i društvena institucija Hrvata u BiH zalagao se za njezino ustrojstvo kao složene federativne države konstituirane od samoupravnih, uvjetno rečeno nacionalnih, teritorijalnih jedinica. Na prekretnici 1991. i 1992. to se zalaganje posebice snažno očitovalo osnivanjem niza teritorijalno-samoupravnih hrvatskih zajednica. Prva takva zajednica bila je Bosanska Posavina, koja je osnovana 12. studenog 1991., slijedile su Herceg-Bosna 18. studenog 1991., Usora 14. siječnja 1992. i Srednja Bosna 27. siječnja 1992. godine. 
Referendum o neovisnosti Bosne i Hercegovine proveden je 29. veljače i 1. ožujka 1992. godine, na kojem je 64 do 67 % od biračkog tijela izašlo na glasanje, a gotovo 98 % je glasalo za nezavisnost. U području gdje je vlast držao SDS referendum nije proveden. Dana 6. travnja 1992. godine, Europska zajednica je priznala Socijalističku Republiku Bosnu i Hercegovinu kao samostalnu i nezavisnu državu u njenim postojećim granicama. 
Stjecanjem nezavisnosti, Bosna i Hercegovina je postala subjektom međunarodnog prava i imala je pravo da postane članica Organizacije Ujedinjenih naroda. Tada su na teritoriju Bosne i Hercegovine već postojale Herceg-Bosna i ostale hrvatske zajednice, koje će poslije biti ujedinjene te Srpska Republika Bosna i Hercegovina, rat je uvelike započinjao. Dana 4. travnja 1992. godine, krnje Predsjedništvo SR BiH (bez Srba) u Sarajevu proglasilo je izmjenu naziva Socijalističke Republike Bosne i Hercegovine u Republika Bosna i Hercegovina, a 22. svibnja 1992. godine primljena je u članstvo UN-a.

## Stanovništvo
Na prvom popisu stanovništva nakon Drugog svjetskog rata, 1948. godine, Bosna i Hercegovina je imala 2.564.308 stanovnika, od toga 44,29 % Srba, 30,73 % neopredijeljenih (Muslimana), 23,94 % Hrvata i 1,04 % ostalih.
Prema popisu stanovništva iz 1953. godine, Bosna i Hercegovina je imala 2.847.459 stanovnika, od toga 44,20 % Srba, 31,31 % Jugoslavena neopredijeljenih (Muslimana), 22,97 % Hrvata i 1,34 % ostalih.
Treći po redu popis stanovništva u drugoj Jugoslaviji objavljen je 30. ožujka 1961. godine. Osim uvođenja općina, značajna promjena je uvođenje kategorije Muslimana kao etničke pripadnosti, iako se dio današnjih Bošnjaka još uvijek izjašnjavao kao neopredijeljeni Jugoslaveni. Bosna i Hercegovina je imala 3.277.948, od toga 42,89 % Srba, 25,69 % Muslimana), 21,71 % Hrvata i 8,42 % Jugoslavena.
Po popisu stanovništva iz 1971. godine, Bosna i Hercegovina je imala 3.746.111 stanovnika, sljedećeg nacionalnog sastava: Muslimani 1.482.430 ili 39,57 %, Srbi 1.393.148 ili 37,19 %, Hrvati 772.491 ili 20,62 % i Jugoslaveni 43.796 ili 1,17 %.
Po popisu stanovništva iz 1981. godine, Bosna i Hercegovina je imala 4.124.256 stanovnika, sljedećeg nacionalnog sastava: Muslimani 1.630.033 ili 39,52 %, Srbi 1.320.738 ili 32,02 %, Hrvati 758.140 ili 18,38 % i Jugoslaveni 326.316 ili 7,91 %.
Na popisu stanovništva iz ožujka 1991. godine, Bosna i Hercegovina je imala 4.377.033 stanovnika, sljedećeg nacionalnog sastava: Muslimani 1.902.956 ili 43,47 %, Srbi 1.366.104 ili 31,21 %, Hrvati 760.852 ili 17,38 % i Jugoslaveni 242.682 ili 5,54 %.
 Za vrijeme druge Jugoslavije, po popisima 1953. – 1991. Hrvati su od 23,00 % pučanstva Bosne i Hercegovine pali na 17,30 % (iako se njihov sveukupan broj povećao), Muslimani su postali većina, dok su Srbi drugi narod po brojnosti.

## Upravna podjela

### Kotari
Nakon završetka II. svjetskog rata uspostavljena je podjela Bosne i Hercegovine na kotare. Broj kotara se mijenjao s vremenom:
- 1953. godine postojalo je petnaest kotara: Banja Luka, Bihać, Brčko, Derventa, Doboj, Goražde, Jajce, Livno, Mostar, Prijedor, Sarajevo, Trebinje, Tuzla, Zenica i Zvornik.[8]

| Kotar (1953) | Površina, km2 | Kotar (1953) | Površina, km2 | Kotar (1953) | Površina, km2 |
| ------------ | ------------- | ------------ | ------------- | ------------ | ------------- |
| Banja Luka   | 3956          | Goražde      | 3462          | Sarajevo     | 4915          |
| Bihać        | 3992          | Jajce        | 2684          | Trebinje     | 2849          |
| Brčko        | 2399          | Livno        | 4459          | Tuzla        | 3025          |
| Derventa     | 1616          | Mostar       | 6492          | Zenica       | 2735          |
| Doboj        | 2732          | Prijedor     | 3492          | Zvornik      | 2298          |

- 1957. godine postojalo je dvanaest kotara: Banja Luka, Bihać, Brčko, Doboj, Goražde, Jajce, Livno, Mostar, Prijedor, Sarajevo, Tuzla i Zenica.

Do 1955. postojali su samo kotari, kao oblik upravno-prostornoga uređenja, a nakon toga su uspostavljene općine. 

### Općine
Treći po redu popis stanovništva u drugoj Jugoslaviji, objavljen 30. ožujka 1961. godine, donio je značajne promjene. Ukinuta je podjela na kotare i uvedena podjela na okruge. Umjesto dotadašnjih 66 kotara, ustanovljeno je 12 okruga koji su bili podijeljeni na 122 općine. Ova podjela, uz neke manje promjene, potrajala je sve do danas, s mnogim općinama koje još uvijek imaju granice povučene 1961. godine.
Na popisu iz 1971. godine, SR Bosna i Hercegovina sastojala se iz 107 općina, da bi se 1978. godine u Gradu Sarajevu formirale dvije nove opštine Novi Grad i Stari Grad, pa je na popisima iz 1981. i 1991. godine, SR Bosna i Hercegovina imala 109 općina, i to:
- Grad Sarajevo (10 općina): Vogošća, Ilijaš, Ilidža, Novi Grad, Novo Sarajevo, Pale, Stari Grad, Trnovo, Hadžići i Centar.
- ostale općine u SR Bosni i Hercegovini, bile su: Banovići, Banja Luka, Bijeljina, Bileća, Bihać, Bosanska Gradiška, Bosanska Dubica, Bosanska Krupa, Bosanski Brod, Bosanski Novi, Bosanski Petrovac, Bosanski Šamac, Bosansko Grahovo, Bratunac, Breza, Brčko, Bugojno, Busovača, Vareš, Velika Kladuša, Visoko, Vitez, Višegrad, Vlasenica, Gacko, Glamoč, Goražde, Gornji Vakuf, Gradačac, Gračanica, Grude, Derventa, Doboj, Donji Vakuf, Duvno, Žepče, Živinice, Zavidovići, Zvornik, Zenica, Jablanica, Jajce, Kakanj, Kalesija, Kalinovik, Kiseljak, Kladanj, Ključ, Konjic, Kotor Varoš, Kreševo, Kupres, Laktaši, Livno, Lištica, Lopare, Lukavac, Ljubinje, Ljubuški, Maglaj, Modriča, Mostar, Mrkonjić Grad, Nevesinje, Neum, Pucarevo, Olovo, Orašje, Odžak, Posušje, Prijedor, Prnjavor, Prozor, Rogatica, Rudo, Sanski Most, Skender Vakuf, Sokolac, Srbac, Srebrenik, Srebrenica, Stolac, Teslić, Tešanj, Titov Drvar, Trebinje, Tuzla, Ugljevik, Fojnica, Foča, Han Pijesak, Cazin, Čajniče, Čapljina, Čelinac, Čitluk, Šekovići i Šipovo.

## Imena gradova
Nazivi određenih gradova u vrijeme postojanja Socijalističke Republike Bosne i Hercegovine:
| - Bosanski Brod – danas Brod - Bosanska Gradiška – danas Gradiška - Bosanska Dubica – danas Kozarska Dubica - Bosanski Novi – danas Novi Grad - Bosanski Šamac – danas Šamac | - Duvno – danas Tomislavgrad - Lištica – danas Široki Brijeg - Pucarevo (po Đuri Pucaru) – danas Novi Travnik - Skender Vakuf – danas Kneževo - Titov Drvar – danas Drvar |

## Gospodarstvo
U razdoblju Titove Jugoslavije, Bosna i Hercegovina je doživjela svoj preporod u društvenom i gospodarskom razvoju. Valovi tehničko-tehnološke ere, industrijalizacija i urbanizacija, zahvatile su zemlju, dajući joj konture razvijenih dijelova suvremene civilzacije. Izgrađen je velik broj tvornica i objekata raznih gospodarskih djelatnosti. U usponu su bila metaloprerađivačka, tekstilna, kemijska i prehrambena industrija i druge. Nije bilo općinskog središta, koje nije posjedovalo neki značajniji gospodarski objekt ili tvornicu. 
Industrijska razvijenost Bosne i Hercegovine bila je 33 %, što je bilo ispod jugoslavenskog prosjeka. Istovremeno, razvijenost Sarajeva iznosila je oko 300 % što je preko 9 puta više od državne razine. Razvijenost Banje Luke bila je 98,7 %, što je 3 puta iznad prosjeka BiH. Mostar je bio središte vojne zrakoplovne industrije čitave države. Tekstilna i metalurška industrija, te industrija oružja i lijekova je donosila najviše prihoda. Neki dijelovi zemlje su imali izuzetno mali prosjek industrijske razvijenosti. Sarajevo je pak važilo za jedan od najrazvijenijih gradova u SFRJ.
Forsirana je vojna industrija s prekobrojnošću radne snage, Bosna i Hercegovina je imala izgrađenu ogromnu vojnu industriju, što je rezultiralo velikim učešćem vojnih poduzeća u njenoj ekonomiji, a s druge strane bilo je vrlo malo tržišno stabilnih poduzeća. Iako je poljoprivreda bila gotovo isključivo u privatnom vlasništvu, posjedi su bili mali i neučinkoviti, a Bosna i Hercegovina je tradicionalno bila uvoznik hrane. Slabosti planskog gospodarstva doveli su do kriznog stanja, koje se poslije dodatno pogoršalo ratom.
Sarajevo je bilo treći grad po broju stanovnika i po prostornoj veličini u SFRJ. SRBiH je po razvijenosti je bila 4. republika u SFRJ. Sarajevo je imalo preko 520.000 stanovnika, a Banja Luka je bila odmah iza glavnog grada sa 127.855 stanovnika. Tuzla je bila glavni proizvođač soli, ugljena i kemijskih proizvoda, a bila je treći grad po broju stanovnika u tadašnjoj SRBiH s oko 71.455 žitelja. Zenica, najveći jugoslavenski metalurški centar imala je 63.144 stanovnika. Prema zadnjem popisu stanovništva, grad Mostar je imao 45,62 % Muslimana i 45,61 % Hrvata od oko 47.118 stanovnika i bio je gospodarski, trgovački, prometni, turistički i kulturni centar Hercegovine.

## Kulturni procvat
U svibnju 1945. osnovana je u Sarajevu, Narodna i univerzitetska biblioteka, kao središnja knjižnična ustanova, koja djeluje i danas. Osnovani su: središnja Umjetnička galerija u Sarajevu (1946.), Državni arhiv BiH (1947.), koji je kasnije promijenio ime u Arhiv Bosne i Hercegovine. Tijekom 1949. i 1950. godine, počinju s radom i kazališta u Mostaru, Tuzli i Zenici, ono sarajevsko je osnovano još 1921. U Sarajevu, otvoreno je sveučilište 1939. pa 1947. godine, poslije se otvaraju sveučilišta u Mostaru, Tuzli, Banjoj Luci, Zenici.
Glazbeni život u Bosni i Hercegovini, postaje bogatiji osnivanjem stalnog opernog sastava u Sarajevu 1946., Glazbene akademije 1955., i Simfonijskog orkestra RTV Sarajeva 1962. godine. I dok su pri osnivanju tih glazbenih institucija uposleni umjetnici uglavnom izvan BiH, uskoro su iškolovani i domaći kadrovi, koji preuzimaju zborove, orkestre, glazbene škole, a počinju objavljivati svoje radove i skladatelji, poglavito oni koji svoje radove zasnivaju na narodnoj tradiciji varoške pjesme, sevdalinke i slično.
Bosna i Hercegovina se izdvajala čitavim nizom veoma uspješnih pop i rock sastava, među kojima su: Divlje jagode, Bijelo dugme, Indexi, Ambasadori, Teška industrija, Vatreni Poljubac, COD, Plavi orkestar, Crvena jabuka, Zabranjeno Pušenje, Merlin, Hari Mata Hari, Kamen na Kamen bile najpopularnije. Osim vokalno-instrumentalnih sastava treba spomenuti i pjevače zabavne muzike, koji i danas pripadaju samom vrhu domaće zabavne muzike. Tu se ubrajaju: Kemal Monteno, Zdravko Čolić, Davorin Popović, Seid Memić Vajta, Neda Ukraden i Jadranka Stojaković.
Iz spoja tradicije i modernog razvila se u BiH poglavito zabavna glazba koju izvode popularni vokalno-instrumentalni sastavi poput Indexa, Bijelog dugmeta, Ambasadora i dr. 
Ipak su najcjenjeniji bili interpretatori tradicionalne gradske ljubavne pjesme sevdalinke, koji su rasli u okrilju nekadašnjeg ansambla glazbenog programa Radiotelevizije Sarajevo. S valova radija svoje su velike karijere u bivšoj Jugoslaviji počeli prvaci sevdalinke, kao što su: Zaim Imamović, Safet Isović, Nada Mamula, Beba Selimović, Zehra Deović i Nedžad Salković.
Narodna i tradicionalna muzika, te folklor obojen raznim etno-motivima balkanske i orijentalne muzike čine bosansku muzičku scenu još raznovrsnijom i unikatnijom. Prvu ligu pjevača narodne i tzv. novokomponovane muzike činili su: Halid Bešlić, Halid Muslimović, Haris Džinović, Hanka Paldum, Šemsa Suljaković, Fahreta Jahić alias Lepa Brena, Ferid Avdić i drugi, koji uživaju u velikoj popularnosti, ne samo kod nas, nego i u svim zemljama regije.
Veliki pjesnički opus duhovnih pjesama stvorio je Nikola Šop, kao i pripovjedac Novak Simić, a od islamskih Hrvata Mak Dizdar, te sredinom stoljeca Skender Kulenović pa u novije vrijeme Meša Selimović (Derviš i smrt), Derviš Sušić, a među srpskim piscima iza II. svjetskog rata najčitaniji je bio Branko Ćopić. Svi su ovi književnici, na neki način, stvarali su sjeni gotovo državnog književnika druge Jugoslavije, bosanskog Hrvata po rođenju i odgoju, a posebice po životnom, utilitarističkom uvjerenju srpskog književnika, nobelovca Ive Andrića. Njegova Nobelova nagrada za književnost 1961. godine je nagrada za "cjelokupan književni opus o povijesti jednog naroda". Vrhunac tog rada je bio roman Na Drini ćuprija.
Radio Sarajevo je počeo emitirati u travnju 1945., ali tek 1954., odnosno 1955. godine, priprema samostalne informativne emisije (Dnevnik), odnosno glavne vijesti u 22 sata kad pritisak iz Beograda nešto popušta. Televizija Sarajevo počela je s radom tek u lipnju 1961. godine kao peti TV centar u tadašnjoj Jugoslaviji, kad, je samo 5 % njenog pučanstva moglo pratiti te emisije. Tek 1967. godine mogao je taj TV centar uvesti emisiju 7 dana i početi pratiti zbivanja u svojoj republici, a u doba popuštanja liberalizacije oko hrvatskog proljeća 1971. uvodi i vlastiti Dnevnik. Od novina, najčitanije je bilo Oslobođenje. Dok je Zagrebom i Beogradom harao novi val, u Sarajevu se pojavljuje novi primitivizam, čiji je nusprodukt osim bendova, popularna Top lista nadrealista.
Posebno značajan dio kulturnog stvaralaštva otpada na film. Tadašnji filmovi iz Bosne i Hercegovine su prva dva desetljeća nakon Drugog svjetskog rata obrađivala mahom teme iz Narodnooslobodilačkog rata, uključujući tu i poznate i slavne bitke partizana protiv stranih okupatora i domaćih izdajnika (Kozara, Sutjeska, Bitka na Neretvi, Valter brani Sarajevo). Ipak, prvi pravi uspjesi domaćeg filma mogli su se osjetiti tokom kasnih 1970.-ih i 1980.-ih godina, kad je stvoren i poseban bosanskohercgovački filmski izraz. Filmovi su mahom obrađivali socijane teme, ne rijetko i kao socijanu kritiku na račun socijalističkog društva, a povremeno bi se našlo mjesto i za suvremene, urbane teme, na koje su ipak uglavnom bili pretplaćeni autori iz drugih centara.
U razdoblju socijalizma, Bosna i Hercegovina je uz Mađarsku, jedina zemlja u regiji, koja je dala više od jednog dobitnika prestižne Nobelove nagrade, osim Andrića, Vladimir Prelog dobio ju je za radove na području organskih prirodnih spojeva i stereokemije. Glavni grad Sarajevo je bio domaćin 14. Zimskih olimpijskih igara, koje su bile ne samo druženje mladih sportaša iz cijeloga svijeta, nego i igre kulture, mira i prijateljstva.

## Političko vodstvo
| - Predsjednik ZAVNOBiH-a (1943. – 1945.) - Vojislav Kecmanović (25. studenog 1943. – 26. travnja 1945.) - Predsjednik Prezidijuma Narodne skupštine (1945. – 1953.) - Vojislav Kecmanović (26. travnja 1945 – studeni 1946.) - Đuro Pucar (studeni 1946. – rujan 1948.) - Vlado Šegrt (rujan 1948. – ožujak 1953.) - Predsjednik Narodne skupštine (1953. – 1974.) - Đuro Pucar (prosinac 1953. – lipanj 1963.) - Ratko Dugonjić (lipanj 1963. – 1967.) - Džemal Bijedić (1967. – 1971.) - Hamdija Pozderac (1971. – svibanj 1974.) - Predsjednik Predsjedništva SR BiH (1974. – 1990.) - Ratko Dugonjić (svibanj 1974. – travanj 1978.) - Raif Dizdarević (travanj 1978. – travanj 1982.) - Branko Mikulić (travanj 1982. – 26. travnja 1984.) - Milanko Renovica (26. travnja 1984. – 26. travnja 1985.) - Munir Mesihović (26. travnja 1985. – travanj 1987.) - Mato Andrić (travanj 1987. – travanj 1988.) - Nikola Filipović (travanj 1988. – travanj 1989.) - Obrad Piljak (travanj 1989. – 20 prosinca 1990.) - Alija Izetbegović (20. prosinca 1990. – 8. travnja 1992.) | - Ministar za BiH u Privremenoj vladi DFJ (1945) - Rodoljub Čolaković (7. ožujka 1945. – 27. travnja 1945.) - Predsjednik vlade (1945. – 1953.) - Rodoljub Čolaković (27. travnja 1945. – rujan 1948.) - Đuro Pucar (rujan 1948. – ožujak 1953.) - Predsjednik Izvršnog vijeća (1953. – 1990.) - Đuro Pucar (ožujak 1953. – prosinac 1953.) - Avdo Humo (prosinac 1953. – 1956.) - Osman Karabegović (1956. – 1963.) - Hasan Brkić (1963. – 1965.) - Rudi Kolak (1965. – 1967.) - Branko Mikulić (1967. – 1969.) - Dragutin Kosovac (1969. – travanj 1974.) - Milanko Renovica (travanj 1974. – 28. travnja 1982.) - Seid Maglajlija (28. travnja 1982. – 28. travnja 1984.) - Gojko Ubiparip (28. travnja 1984. – travanj 1986.) - Josip Lovrenović (travanj 1986. – travanj 1988.) - Marko Ćeranić (travanj 1988. – 20. prosinca 1990.) - Jure Pelivan (20. prosinca 1990. – 8. travnja. 1992.) |

## Unutarnje poveznice
| - Antifašističko vijeće narodnog oslobođenja Jugoslavije - Zemaljsko antifašističko vijeće narodnog oslobođenja BiH - Predsjednici Predsjedništva SR Bosne i Hercegovine | - Hrvatsko proljeće - Bugojanska skupina - Raspad SFRJ |

## Vanjske poveznice
- HercegBosna.org Vrli novi svijet (1945. – 1991.)
- HercegBosna.org Novije povjestice, vrela, kritike i raščlane
- HercegBosna.org Raspad SFRJ i priprema agresije